# Edward Horler
Pour les articles homonymes, voir Horler.
Edward Horler est un joueur de hockey sur gazon britannique évoluant au poste d'attaquant au Wimbledon HC et avec les équipes nationales anglaise et britannique,.

## Carrière
Il a débuté en équipe nationale première en 2017 contre l'Afrique du Sud au Cap lors du Cape Town Summer Series II 2017.

## Palmarès
- : 3e à l'Euro U21 en 2014.